# Joslain Mayebi
Joslain Leon Mayebi (14 de outubro de 1986) é um futebolista profissional camaronês que atua como goleiro.

## Carreira
Joslain Mayebi representou a Seleção Camaronesa de Futebol, nas Olimpíadas de 2008. 